# Turistická značená trasa 7322
 Turistická značená trasa 7322 je 8 kilometrů dlouhá žlutě značená turistická trasa Klubu českých turistů spojující Kunětickou horu s nádražím ve Stéblové na železniční trati Pardubice - Hradec Králové.

## Průběh trasy
Trasa 7322 vede téměř v celé své délce lesním masívem tvarově protáhlé Sršské plošiny. Ta sice kromě Kunětické hory příliš nevyčnívá nad okolní terén, ale trasa 7322 tvoří její hřebenovku. Jejím převažujícím směrem je směr severozápadní.
Výchozím bodem trasy 7322 je rozcestí pod západní svahem Kunětické hory, nejvyšším vrcholem Sršské plošiny. Trasa zde navazuje na dvojici tras přicházejících z Pardubic. Jedná se o červeně značenou č. 0438 a zeleně značenou č. 4288. Nejprve klesá na křižovatku silnic přicházejících od Hradiště na Písku, Němčic a Rábů, kde se nachází i zastávka pardubické MHD. Trasa pak asi v délce 0,5 km sleduje silnici směr Hradiště na Písku, kterou poté opouští vpravo a pokračuje lesními cestami a pěšinami až k cíli. Asi ve třetině vzdálenosti kříží silnici II/324 Pardubice - Hradec Králové. Poté je vedena asi 1,5 km po jižním okraji přírodní rezervace Baroch a pak se stáčí k severu do obce Hrobice a následně k západu a po nadjezdu pro účelovou komunikaci křižuje trasa 7322 silnici I/37. V závěru převažuje směr jižní. Mezi rybníkem Baroch a nádražím ve Stéblové byla trasa v minulosti přeložena v důsledku rozšíření silnice I/37 a čtyřproudovou. Původní přímá trasa, která silnici křižovala úrovňově, musela být opuštěna a nyní je vedena oproti původní variantě výraznou oklikou přes výše zmíněný nadjezd. V jejím cíli na ní plynule navazuje modře značená trasa 1902 ve směru na Lázně Bohdaneč.
| km  | místo                    | navazující, křižující a souběžné trasy |
| --- | ------------------------ | -------------------------------------- |
| 0   | Kunětická hora (park.)   | 0438 4288                              |
| 3   | Kunětický les (rozc.)    |                                        |
| 3.5 | Baroch (přír.rez.) západ |                                        |
| 5.5 | Hrobice                  |                                        |
| 8   | Stéblová (žst)           | 1902                                   |

## Turistické zajímavosti na trase
- Kunětická hora
- Přírodní rezervace Baroch